# Vihamanaafushi
Vihamanaafushi (auch Vihamana Fushi; deutsch „Insel ohne giftige Pflanzen“) ist eine Insel des Nord-Malé-Atolls im Inselstaat Malediven in der Lakkadivensee (Indischer Ozean).

## Geographie
Die ungefähr 500 × 250 Meter große und dicht mit Kokospalmen bewachsene Insel liegt in unmittelbarer Nähe der Flughafeninsel Hulhulé und ist etwa 5 Kilometer von der Hauptstadtinsel Malé entfernt. Die Fahrt sowohl zum Flughafen als auch nach Malé dauert mit dem Schnellboot ungefähr 10 bis 15 Minuten. Weitere benachbarte Inseln sind die zur Stadt Malé gehörende künstliche Insel Hulhumalé im Osten, Farukolhufushi und Furanafushi im Nordosten sowie die Präsidenteninsel Aarah im Westen.

## Verwaltung
Vihamanaafushi gehört zum maledivischen Verwaltungsatoll Malé Atholhu, mit der Thaana-Buchstabenkennung ކ (Kaafu).

## Tourismus
1972 eröffnete ein italienischer Unternehmer auf Vihamanaafushi das erste bescheidene Resort der Malediven, und nannte es „Kurumba“ (deutsch: Kokosnuss). 2003 und 2004 fanden umfangreiche Renovierungsarbeiten statt. Die Hotelanlage bietet heute 180 Bungalows und Villen, acht Restaurants, drei Bars, ein Spa und verschiedene Sportaktivitäten. Das „Kurumba“-Resort zählt damit zu den größeren Hotelanlagen der Malediven.
Seit der Umwandlung des Resorts auf der Insel Villingili in ein Wohngebiet ist Vihamanaafushi die der Hauptstadt und dem internationalen Flughafen am nächsten gelegene Touristeninsel.

## Sonstiges
Der erste Präsident der Malediven, Mohamed Amin Didi, wurde 1953 nach seinem Sturz nach Vihamanaafushi verbannt, starb im folgenden Jahr als Gefangener und wurde dort auch begraben.
1977 starb der deutsche Künstler Blinky Palermo während seines Urlaubs überraschend auf der Insel.